# جدجد بيضاوي العيون
جدجد بيضاوي العيون (الاسم العلمي: Gryllus ovisopis) هو نوع من الحشرات يتبع جنس الجدجد من فصيلة الجداجد الحقيقية.